# Heiko Engelkes

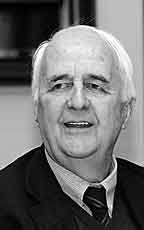
Heiko Engelkes (2007)

Heiko Engelkes (* 1. April 1933 in Norden, Ostfriesland; † 6. November 2008 in Köln) war ein deutscher Journalist.

## Leben
Nach dem Abitur, das er 1952 in seiner Geburtsstadt ablegte, studierte Heiko Engelkes zwischen 1952 und 1955 in Wilhelmshaven, Hamburg und Berlin Rechtswissenschaft, politische Wissenschaften und Journalismus. Im Anschluss wechselte er als Fulbright-Student an die William Allan White School of Journalism der Kansas University.
Seine journalistische Laufbahn begann er 1956 als freier Mitarbeiter für das Hörfunkprogramm des Norddeutschen Rundfunks und das Deutsche Allgemeine Sonntagsblatt. 1960 wechselte er zum Westdeutschen Rundfunk und wurde dort Mitarbeiter der Tagesschau-Redaktion. 1965 übernahm er deren Leitung.
Als Korrespondent der ARD ging er 1974 nach Paris und leitete dort ab 1978 das Studio des Fernsehsenders. Nach fünf Jahren kehrte er 1983 nach Deutschland zurück und wurde Zweiter Chefredakteur von ARD-aktuell, der zentralen Fernseh-Nachrichtenredaktion der ARD. 1991 übernahm er ein zweites Mal die Leitung des ARD-Studios in Paris und blieb dort bis zu seiner Pensionierung im Jahr 1998.

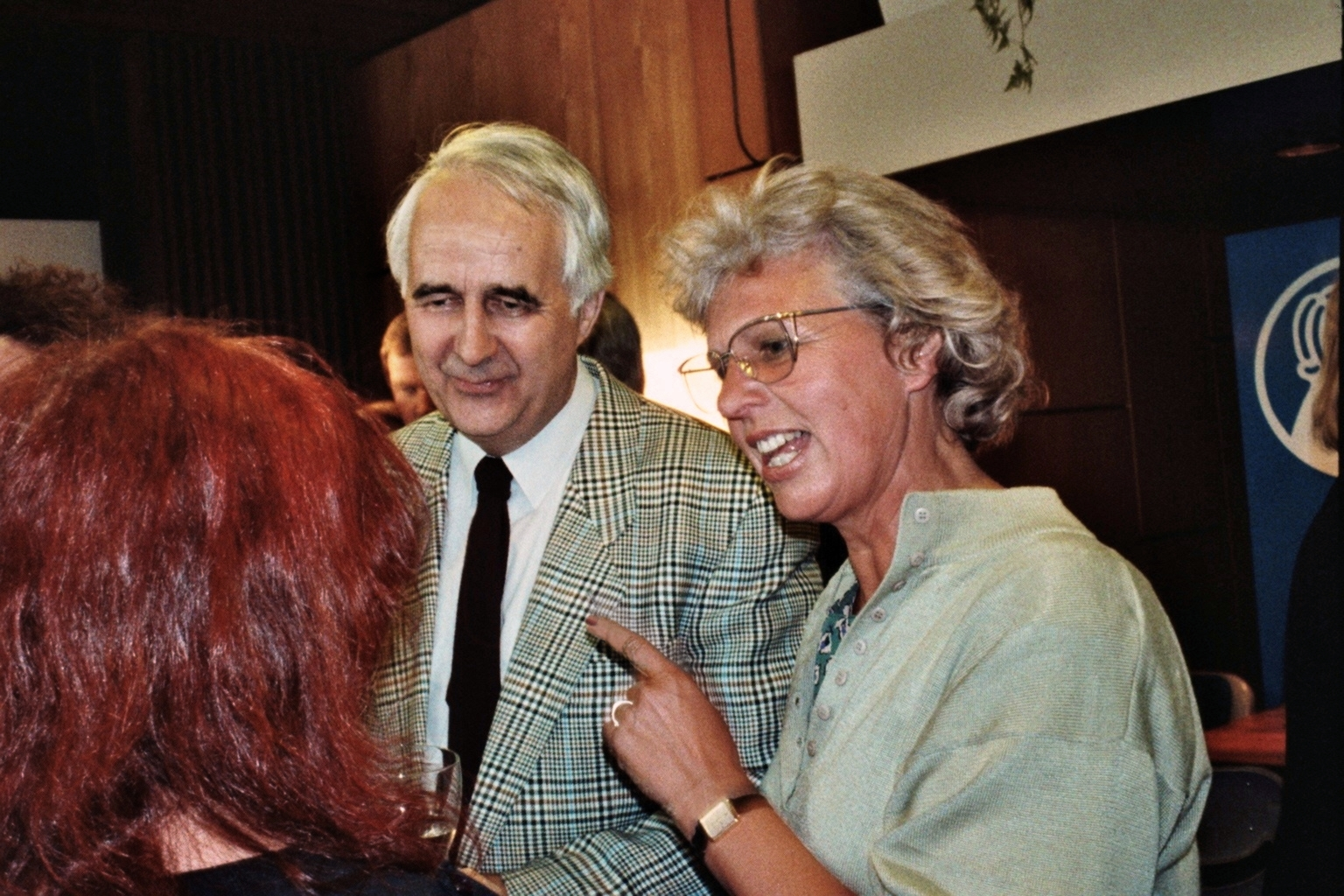
Engelkes auf einem NDR-Empfang um 1990

 In den letzten ARD-Tagesthemen vor der Deutschen Wiedervereinigung, am 2. Oktober 1990, sprach Engelkes vor einem Millionenpublikum aus Ost und West den traditionellen Kommentar. Diesen begann er mit den Worten: „Ich kann noch nicht so richtig jubeln und ich werde nachher, wenn diese Sendung beendet ist, auch kein Feuerwerk abbrennen. Das Wort 'Deutschland einig Vaterland' geht mir nur zögernd über die Lippen.“ Sinnbildlich steht Engelkes' Kommentar als ein Stück Zeitgeschichte für die mit der Wiedervereinigung verbundenen Sorgen um den Status der nunmehr als Teil der Bundesrepublik fungierenden, jedoch weitaus schwächer aufgestellten neuen fünf Länder und ihrer Bürger.
Heiko Engelkes erlag am späten Abend des 6. November 2008 im Alter von 75 Jahren den Folgen eines Krebsleidens. Seine Grabstätte befindet sich auf dem Friedhof Deutz in Köln-Poll.

## Schriften
- Mitterrand, aus der Nähe gesehen. Econ, München 1983, ISBN 3-430-12520-0.
- Bonjour, Paris – mein Leben mit Frankreich. Lübbe, 1999, ISBN 3-7857-0986-2.
- König Jacques – Chiracs Frankreich. Aufbau, Berlin 2005, ISBN 3-351-02598-X.
- Ségolène Royal. Aufbau, Berlin 2007, ISBN 3-351-02648-X.

## Auszeichnungen
- 1987: Ritter der Ehrenlegion
- 1991: Offizier des Ordre des Palmes Académiques
- 1998: Adenauer-de Gaulle-Preis
- 2000: Ritter des monegassischen Ordre du Mérite Culturel[2]
- 2005: Bundesverdienstkreuz 1. Klasse